# Comet Over Broadway
Pour plus de détails, voir Fiche technique et Distribution.
Comet Over Broadway est un film américain réalisé par Busby Berkeley, sorti en 1938.

## Fiche technique
- Titre : Comet Over Broadway
- Réalisation : Busby Berkeley
- Scénario : Mark Hellinger et Robert Buckner d'après Comet Over Broadway de Faith Baldwin
- Costumes : Orry-Kelly
- Photographie : James Wong Howe
- Montage : James Gibbon
- Musique : Heinz Roemheld
- Société de production : Warner Bros.
- Pays de production : États-Unis
- Format : Noir et blanc - 1,37:1 - Mono
- Genre : drame
- Durée : 70 minutes
- Date de sortie : 1938

## Distribution
- Kay Francis : Eve Appleton
- Ian Hunter : Bert Ballin
- John Litel : Bill Appleton
- Donald Crisp : Joe Grant
- Minna Gombell : Tim Adams
- Sybil Jason (en) : Jackie
- Melville Cooper : Emerson
- Ian Keith : Wilton Banks
- Leona Maricle : Janet Eaton
- Ray Mayer : Brogan
- Vera Lewis : Mme Appleton
- Nat Carr : Haines
- Chester Clute (en) : Willis
- Edward McWade (en) : Harvey
- Clem Bevans : Benson
- Dorothy Comingore : Mme McDermott
- Jack Mower : le directeur de l'hôtel